# II-49
De II-49 is een nationale weg van de tweede klasse in Bulgarije. De weg loopt van Toetrakan via Razgrad naar Targovisjte. De II-49 is 100 kilometer lang.